# Клепальниця Розі

«Rosie the Riveter» обкладинка журналу Saturday Evening Post (May 29, 1943),

«Розі клепальниця» Роквелла (1943) та пророк Ісайя з фрески Мікеланджело (плафон Сикстинської капели)

«Клепальниця Розі» (англ. Rosie The Riveter) — узагальнений образ американської робітниці часів Другої світової, що пішла працювати на військове виробництво задля перемоги над ворогом.
В 1941 році в пропагандистському заохочувальному фільмі було показано заводську клепальницю Розі. Згодом образ підхопили журналісти, музиканти та художники. Найбільш відомою стала картина Нормана Роквелла з назвою «Клепальниця Розі».
«Клепальниця Розі» стала феміністською іконою і до сьогодні є символом спроможності, витривалості та професіоналізму жінок, надихаючи на подолання гендерних стереотипів про «нежіночі» професії, посади та заняття.

## Загальні відомості

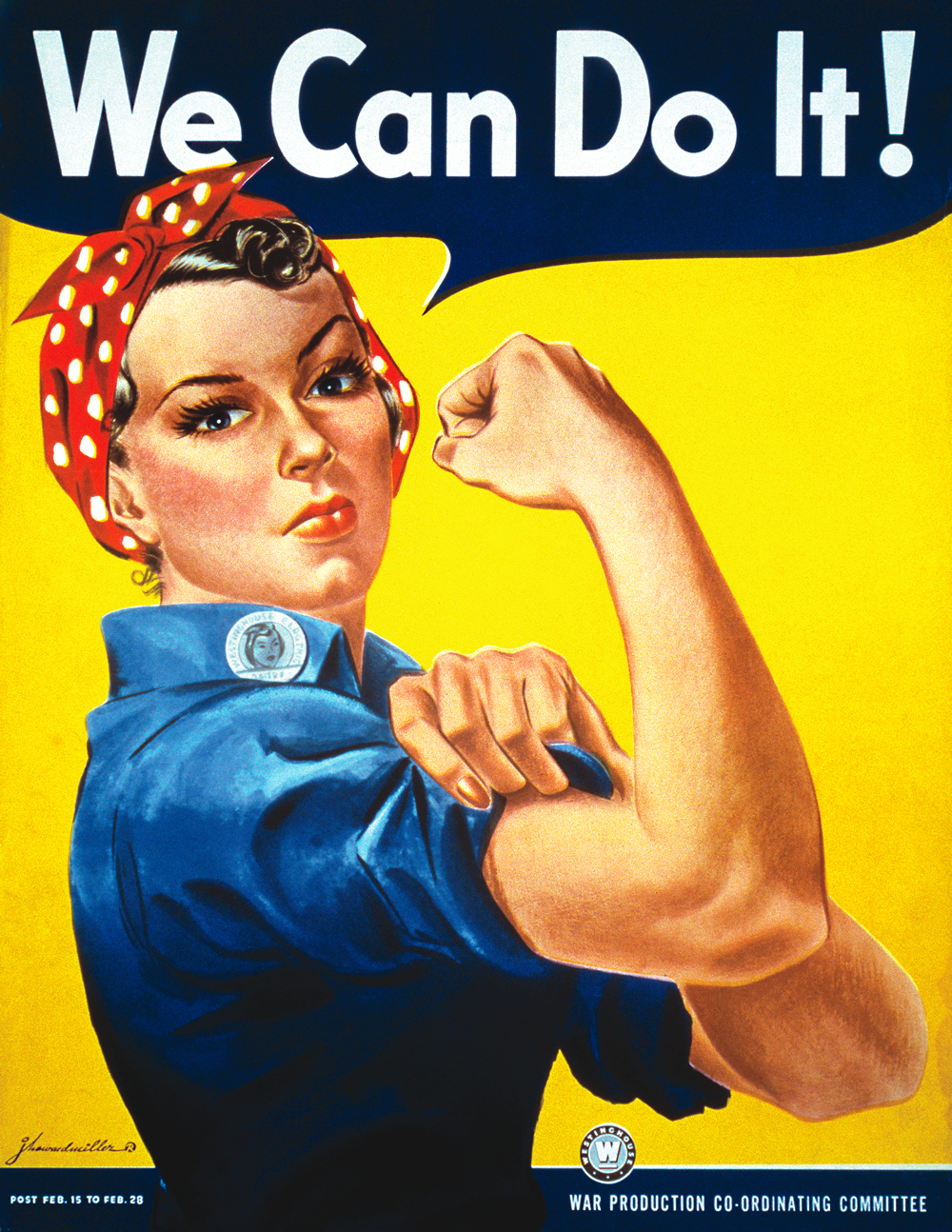
Плакат «We Can Do It!» (Джей Говард Міллер, 1942), який згодом також почали називати «Розі клепальниця»

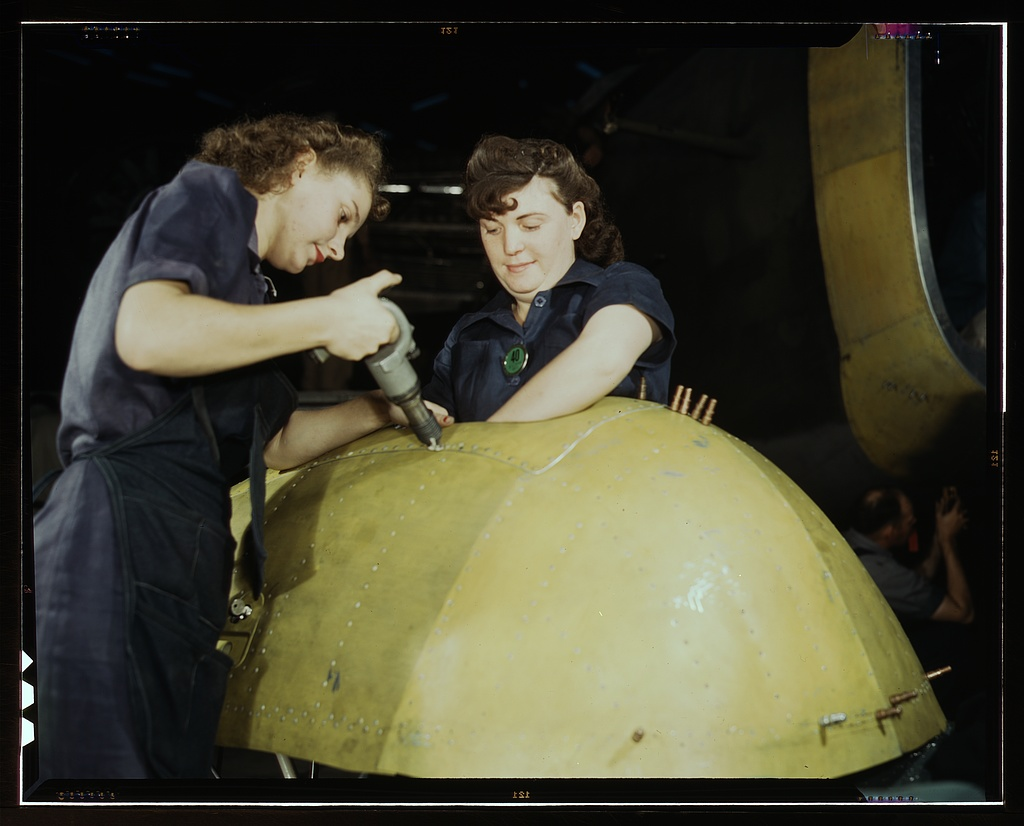
Клепальниці під час виготовлення елемента бомбардувальника, 1943 рік. Десятки тисяч американських літаків поставлялись в Радянський союз за програмою ленд-ліз

Під час Другої світової війни в США почалася національна кампанія, метою якої було залучення домогосподарок до праці на виробництві. В умовах гострої нестачі робочої сили у воєнний час жінки були потрібні для роботи в оборонній промисловості, на цивільній службі та в армії.
Пропагандиські плакати та фото демонстрували ідеалізований образ жінок-робітниць, які працюють на заводах і фабриках, і акцентували на тому, що їм немає необхідності жертвувати жіночністю. Жінки на цих плакатах зображувалися привабливими, впевненими в собі та повними рішучості внести вклад в справу перемоги.
Так з'явився узагальнений образ «Клепальниці Розі» — сильної робітниці, символ патріотизму і жіночності.
В 1942 році музиканти Джон Джакоб Лоеб та Редд Еванс записали бадьору пісню під назвою «Клепальниця Розі», яка швидко стала хітом. На обкладинці платівки було зображено жінку з клепальним пневматичним молотком.
Художник Джей Говард Міллер в 1942 році створив плакат «We Can Do It!», який згодом також почали називати «Клепальниця Розі».
Найбільш відомими є картина та плакат Нормана Роквелла з конкретною назвою «Розі клепальниця». Підрозділ державного Офісу військової інформації США закликав редакції газет і журналів сприяти залученню жінок до робіт у оборонних галузях промисловості. Тому редакція журналу The Saturday Evening Post доручила Роквеллу створення обкладинки, присвяченої Розі, до національного американського свята Дня пам'яті — 29 травня 1943 року.

## Картина «Клепальниця Розі»
Оригінал картини виконано на полотні в техніці олійного живопису. Розмір по вертикалі 132 см, по горизонталі 102 см. На обкладинці журналу The Saturday Evening Post було зображено плакатний варіант полотна.
Композиція картини копіює фігуру пророка Ісайя з фрески Мікеланджело з розпису плафона Сикстинської капели і сповнена символізмом.
На тлі спадаючого хвилями американського прапора в позі Ісайї сидить м'язиста руда робітниця корабельні з сандвічем у руці. Не гаючи часу, вона обідає на робочому місці.
На колінах клепальниці лежить пневматичний клепальний молоток і коробка для ланчу з ім'ям «Розі», що дозволяє впізнати героїню пісні «Розі клепальниця». Нога героїні зневажливо опирається на книгу Гітлера «Mein Kampf», символізуючи безпосередній внесок Розі в перемогу над ворогом.
Контур піднятого над головою захисного щитка окресленний тонкою лінією, створює враження німба і тим самим символічно зводить американських жінок, які замінили на робочих місцях чоловіків, в ранг святих.
На одязі Розі зображені значки: знак Червоного хреста означає, що вона є доноркою крові; знак «Блакитної зірки» говорить про її внесок в кампанію підтримки військовослужбовців; білий знак «V stands for Victory» свідчить про участь Розі у військовій позиції; персональний нагрудний знак працівниці в сукупності з двома бронзовими медалями за успіхи в цивільній службі і Президентський Е-знак (Excellence) за відміну в роботі характеризують особистий внесок Розі в виробництво військової продукції.

## Значення
Картина зробила вклад у створення «культурної ікони» США і зображає американських жінок, які самовіддано працювали на підприємствах під час Другої світової. Ці жінки іноді вступали в абсолютно нові сфери роботи, займаючи традиційні місця чоловіків, які пішли на фронт.
Після публікації на обкладинці журналу The Saturday Evening Post картина набула надзвичайної популярності і стала національним надбанням США. Американський драматург Девід Мемет писав: «Для мене американської іконою є „Клепальниця Розі“, вона перемогла Гітлера».
В 2002 році картину було продано за $ 5 мільйонів на аукціонні Sotheby, з 2007 року вона експонується в музеї американського мистецтва Crystal Bridges в Бентонвіллі.
Плакат «Клепальниця Розі» є класичним прикладом вдалого пропагандиського мотиваційного візуального засобу реклами.

## Галерея
| |
| Плакат "Робота, яку він залишив за собою", що закликав жінок до роботи на військовому виробництві,1941 рік |

|  |
|  |

|                                                                      |
| Клепальниці на виробництві літаків компанії Douglas Aircraft Company |

| |
| Мотивуюче журнальне фото 1942 року. Американські матері і сестри виробляють надійні літаки для чоловіків на фронті |

| |
| Плакати та фото демонстрували ідеалізований образ робітниць, які працюють на заводах і фабриках, і акцентували, що їм немає необхідності жертвувати жіночністю. |